# Uwe Hochfeld
Uwe Hochfeld (* 13. April 1965) ist ein ehemaliger deutscher Radsportler und DDR-Meister im Radsport.

## Sportliche Laufbahn
Hochfeld startete für den SC Turbine Erfurt. 1983 war er mit der DDR-Mannschaft Sieger bei den Internationalen Jugendwettkämpfen der Freundschaft in der Mannschaftsverfolgung. Sein Team besiegte u. a. die Auswahl der UdSSR. Mit Eike Backhaus holte er bei den DDR-Meisterschaften der Jugend den Titel im Zweier-Mannschaftsfahren und gewann zwei weitere Medaillen. Hochfeld wurde 1985 DDR-Meister in der Mannschaftsverfolgung mit Eike Backhaus, Michael Stück und Jörg Windorf. In der Mannschaftsverfolgung konnte er 1984 und 1986 auch Vize-Meister werden. Bei der DDR-Rundfahrt startete er mehrfach, sein bestes Ergebnis war 1984 Platz 62. Im Januar 1987 gewann er mit seinem Partner Uwe Preißler das Sechstagerennen der Amateure in der Werner-Seelenbinder-Halle in Berlin.